# Blumenau
Blumenau é um município do estado de Santa Catarina, Região Sul do Brasil. Localiza-se na microrregião homônima e na Mesorregião do Vale do Itajaí. É a cidade-sede da Região Metropolitana do Vale do Itajaí. É o terceiro município mais populoso do estado, o 8º da Região Sul do Brasil, o 78º do Brasil e a única cidade média-grande de Santa Catarina, constituindo um de seus principais polos industriais, tecnológicos e universitários.
Foi fundada pelo químico e farmacêutico alemão Hermann Bruno Otto Blumenau, que chegou em um barco via rio Itajaí-Açu acompanhado de outros dezessete colonos compatriotas. Este desembarcou à foz do ribeirão Garcia em 2 de setembro de 1850 e dividiu a gleba em lotes para que os colonos pudessem edificar suas moradias, majoritariamente casas feitas com a técnica enxaimel. O intervalo ocupado entre as fozes dos ribeirões Velha e Garcia definiu o atual centro da cidade.
Possui uma agenda cultural focada nas festas baseadas no cotidiano e hábitos dos imigrantes europeus, destacando-se a colonização alemã, com a Oktoberfest, a segunda maior festa de cerveja do mundo, que, todos os anos em outubro, acontece durante 17 dias, e o Stammtisch, tradicional reunião de associações, que ocorre tanto na rua XV de Novembro, no Centro do município, como na Vila Itoupava. O núcleo italiano da população realiza a Festitália, além de ainda ocorrerem reuniões do Centro de Tradições Gaúchas (CTG) e diversas outras manifestações das culturas europeia e brasileira.
Blumenau é o centro econômico do vale do Itajaí, sobressaindo-se as indústrias têxtil e informática — com empresas de porte nacional e internacional, como a Companhia Hering, 16º maior do estado catarinense, e a maior fabricante de etiquetas do mundo, Haco. Nota-se também a relevância regional do setor de serviços e comércio; nomeadamente saúde e educação, com a universidade de Blumenau e quatro hospitais. Blumenau conta com um dos maiores índices de desenvolvimento humano do Brasil e cobertura vegetal extensa devido à presença do Parque Nacional da Serra do Itajaí em seu território. Entretanto, apresenta problemas sociais em comum com o restante do Brasil, como a presença de 23.131 habitantes em favelas, o maior número de Santa Catarina em 2010.

## Etimologia
Blumenau evoca o sobrenome do Hermann Bruno Otto Blumenau, um imigrante alemão que fundou a cidade na metade do século XIX. O termo Blumenau é um termo da língua alemã que significa campina florida.

## História

### Povos indígenas
Até o século XVI, a região atualmente ocupada pelo município era habitada pelos índios carijós e xokleng, majoritariamente nômades e que transitavam entre o Vale do Itajaí e o litoral catarinense.
Após o início da colonização europeia em Blumenau, os conflitos entre indígenas e imigrantes europeus aumentaram ao passo que o território indígena Laklãnõ era conquistado. Com frequência bugreiros eram contratados por imigrantes e empresas privadas na região – como Martinho Bugreiro e Ireno Pinheiro – para realizar sequestros e assassinatos de indígenas pois eram considerados “ameaça à civilização”.
Munícipe de Blumenau, o poeta catarinense Lindolf Bell publicou "Poema para o índio Xokleng" em sua obra O Código das Águias (1984) como crítica à colonização europeia na região Sul do Brasil.

### Colonização europeia

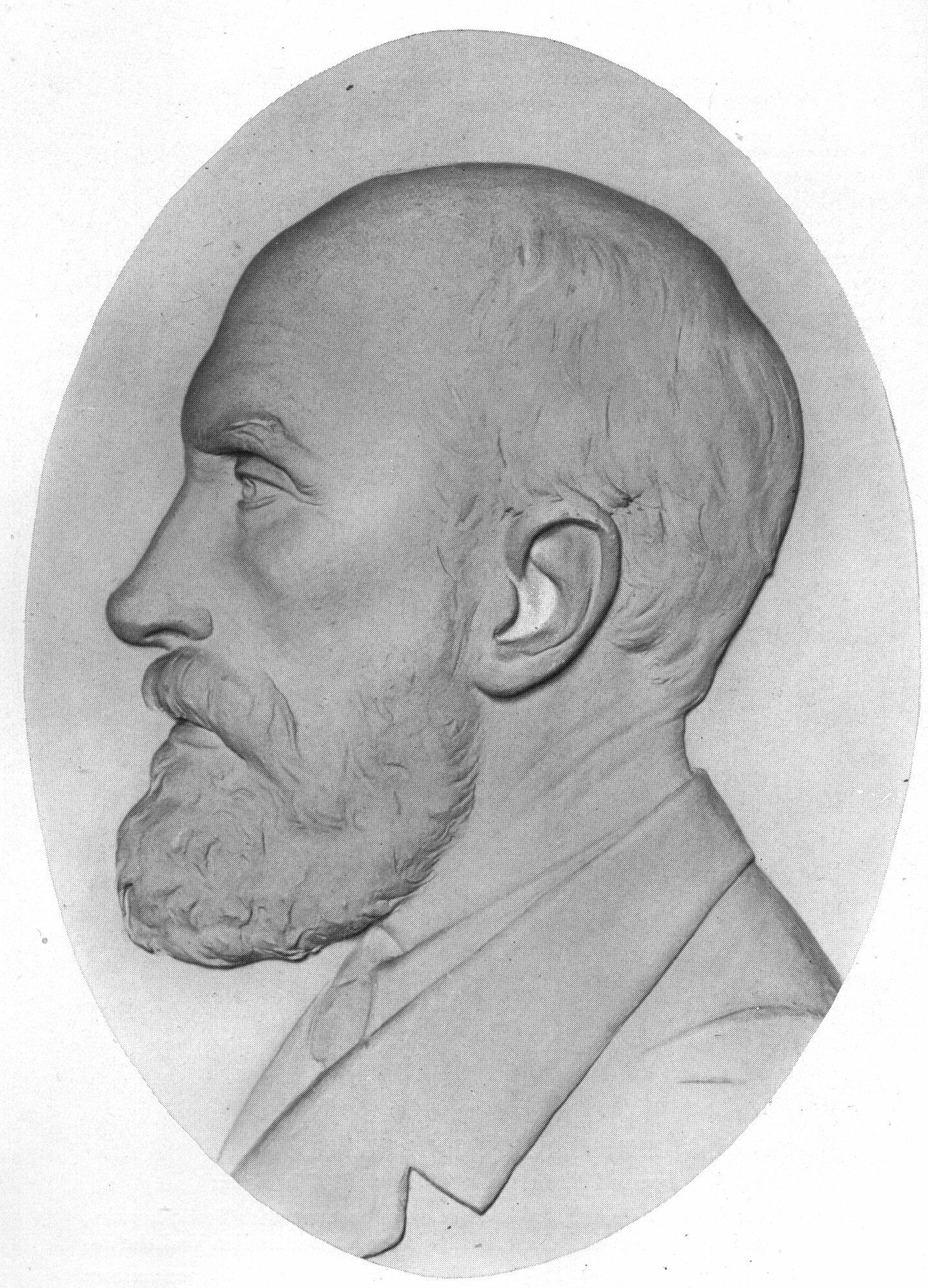
Hermann Bruno Otto Blumenau, fundador da cidade

A história de Blumenau é resultado da vinda de imigrantes alemães que se estabeleceram em terras de fertilidade da Mata Atlântica e construíram a colônia São Paulo de Blumenau. Foi fundada pelo químico farmacêutico Hermann Blumenau, de quem a cidade recebeu o nome. Tendo interesse pelos problemas enfrentados pelos imigrantes europeus, em 1845 se entendeu com a Sociedade de Proteção aos Emigrados Alemães para representá-la via procuração e rumou ao Brasil, objetivando instalar novas colônias e, ao mesmo tempo, fazer a verificação da situação das que já existiam. Deslocou-se pelo Rio Grande do Sul, e em seguida, em Santa Catarina, onde fez uma visitação à colônia alemã de São Pedro de Alcântara. Ciente de comentários a respeito do vale do Itajaí, explorou-o detalhadamente, associando ao seu compatriota Ferdinand Hackradt, já que a sociedade acima mencionada se dissolveu.
Percorreram o rio Itajaí-Açu a montante a bordo de canoas, conduzidos pelo brasileiro Ângelo Dias. Após três dias viajando, atingiram a desembocadura dos ribeirões Garcia e Velha em 1849. Foi a região cuja colonização foi decisiva para o povoamento inicial do município. Obteve do presidente da Província de Santa Catarina uma doação de duas léguas cúbicas, desde o ribeirão Garcia, edificando um engenho e demais barracos. Depois da tomada de certas precauções, rumou para a Alemanha, para buscar colonizadores. E em 2 de setembro de 1850, Hermann Blumenau retornou à zona elegida com os dezessete imigrantes iniciais. Neste momento já havia se dissolvido a sociedade feita entre H. Blumenau e Hackradt. Assim, Blumenau começou a ser povoada. A maioria dos imigrantes originais é proveniente de pequenas aldeias alemãs, como Pahnstangen, na Turíngia. Dentre os imigrantes chegaram notórios, como o biólogo, que colaborou com as ideias de Charles Darwin, o doutor Johann Müller. Porém, os obstáculos foram grandes e Hermann Blumenau solicitou a ajuda do governo imperial. Pedro II do Brasil adquiriu a colônia por pagamento em contos de réis e indicou Blumenau como diretor da mesma, em 1860.
A despeito das enchentes, dos embates com animais selvagens e mesmo com os indígenas, por obra dos imigrantes alemães dispostos a entrar continuamente em quantidades mais numerosas, a colônia prosperou, mas não sem conflitos com os habitantes originais da região. Blumenau era habitada pelos índios xoclengues, que tiveram suas terras invadidas pelos imigrantes, originando vários conflitos, dos quais os indígenas saíram perdedores. Por uma série de anos somente existia um meio de transporte: o rio Itajaí, por onde navegaram canoas e navios de menor tamanho.
Blumenau também recebeu muitos imigrantes italianos, o que originou conflitos entre estes e os colonos alemães. Os italianos eram quase todos católicos, enquanto muitos dos alemães de Blumenau eram luteranos. Além do mais, os italianos foram assentados em lotes periféricos e montanhosos, enquanto os alemães ocupavam as terras planas junto ao centro da colônia.

### Consolidação

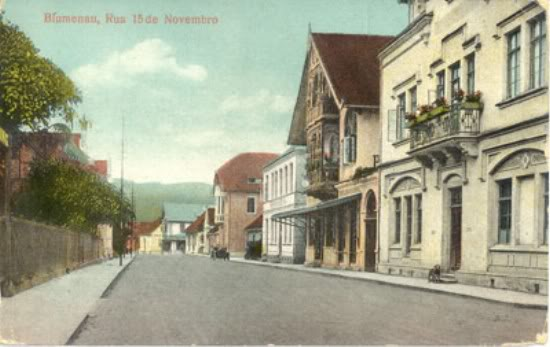
Rua XV de Novembro em 1920

Blumenau se elevou à categoria de distrito em 1873. Durante a Guerra do Paraguai, houve um grande número de moradores em Blumenau que foram apresentados como voluntários e rumaram para a guerra, defendendo a pátria que adotaram como sua nova residência.
No dia 4 de fevereiro de 1880, criou-se o município de Blumenau, composto de cerca de 13 000 moradores. A instalação do município de Blumenau data de 10 de janeiro de 1880. Foi desmembrado de Itajaí. Em 1881, apareceu o primeiro jornal, o Blumenauer-Zeitung que, sem interrupção, ficou em circulação até os últimos dias de 1938.
De sua extensão territorial original foram apartados mais de dez municípios, sendo que atualmente Rio do Sul, Gaspar e Indaial possuem populações superiores a 50 mil habitantes.

### Século XXI
Em 2008, Blumenau passava por um processo de reforma de suas principais ruas, com a aplicação de um padrão estético através da utilização de paver com piso tátil para deficientes visuais, além de mobiliário.

#### Enchentes de 2008

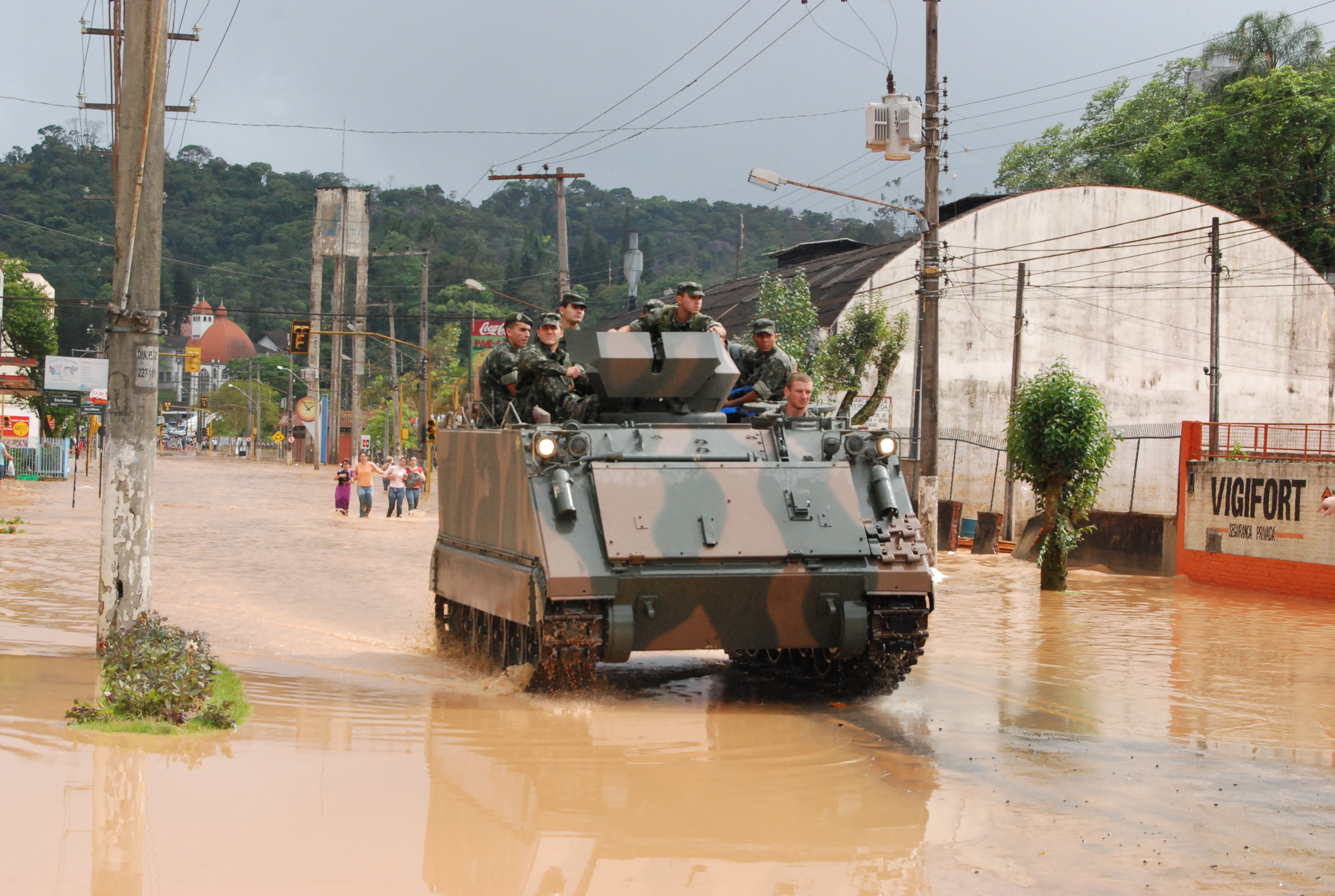
Veículo do Exército Brasileiro durante as enchentes de 2008

Ainda em 2008, a rápida ascensão do nível do rio Itajaí-Açu devido aos dias de chuva constante na região, em um aumento de 350 por cento em comparação com o ano anterior, provocou alagamentos e desmoronamentos em diversas partes da cidade. As aulas foram suspensas e o ano letivo terminado antecipadamente, enquanto o serviço de ônibus, temporariamente paralisado devido a interrupções no percurso, voltou a funcionar poucos dias depois.
Após ter decretado estado de emergência dois dias antes, o prefeito Kleinübing decretou estado de calamidade pública em 24 de novembro. Então o nível do Itajaí-Açu inicia um declínio, após atingir 11,52 m na madrugada de 23 de novembro. Vinte e quatro pessoas morreram em um total de 50 mil pessoas que foram atingidas pela enchente no município. Após dois dias sem chuvas, novo temporal provocou novos deslizamentos de terra e inundou parcialmente o centro histórico da cidade em 3 de dezembro. Com o final das chuvas, Blumenau começou a receber ajuda do governo estadual para a reconstrução de ruas e pontes afetadas.

## Geografia

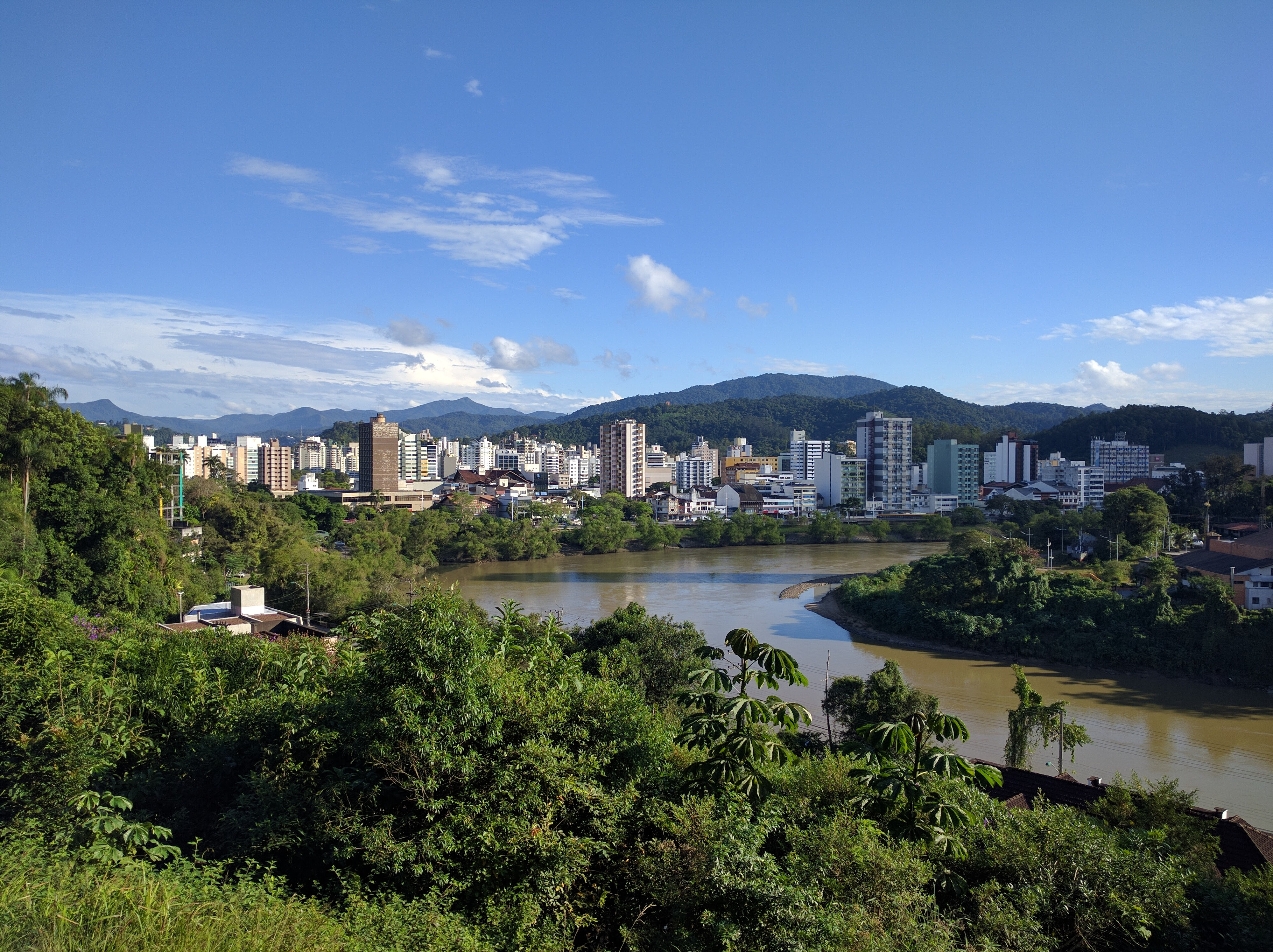
Vista parcial da região central a partir do Morro do Aipim, no bairro Vorstadt

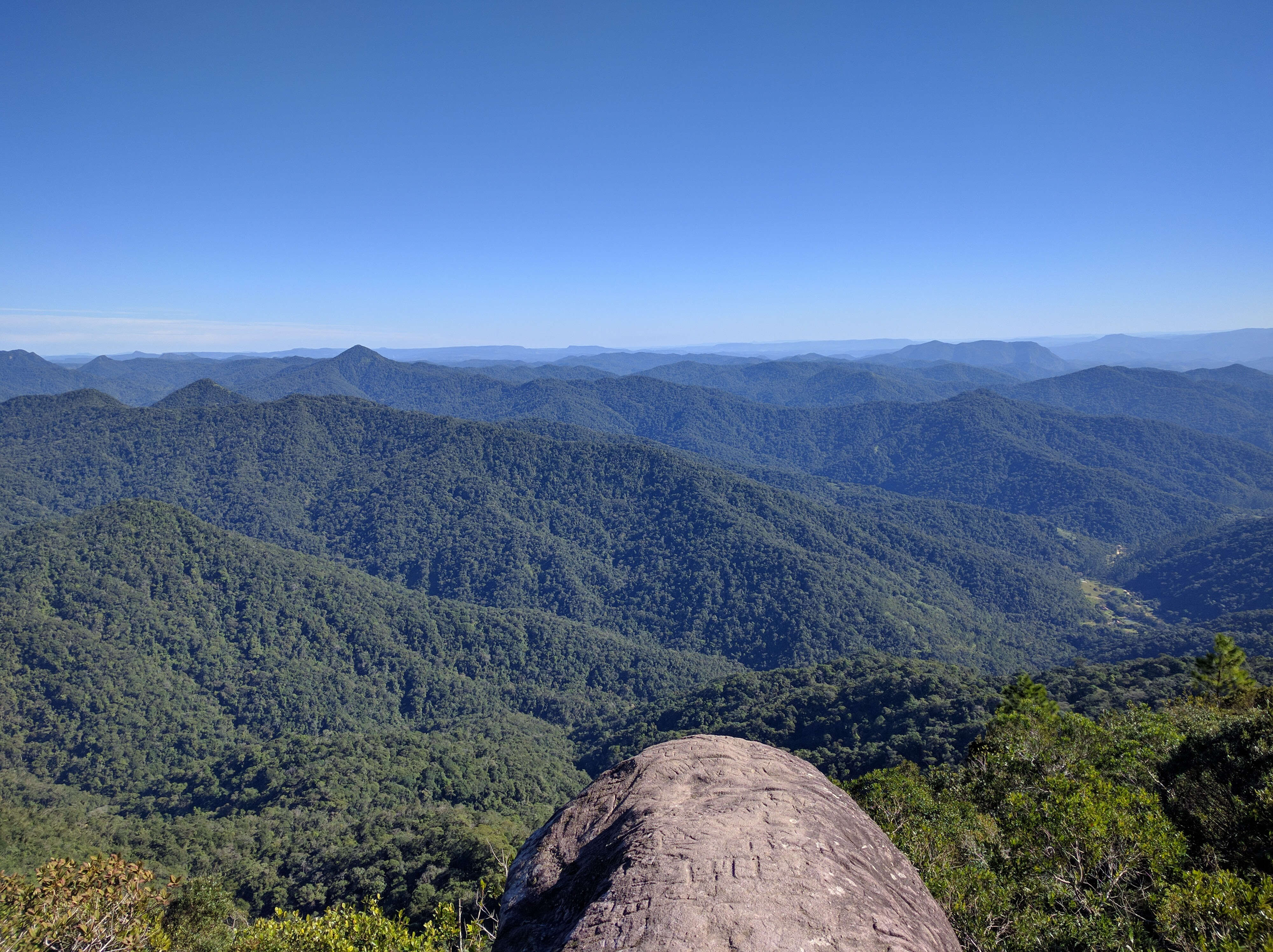
Morro Spitzkopf

O município de Blumenau está localizado no nordeste de Santa Catarina, no chamado Médio Vale do Itajaí, região pertencente ao Vale do Itajaí. Possui uma área de 519,8 quilômetros quadrados, sendo 206,8 km² (39,8%) de área urbana e 313,0 km² (60,2%) de área rural, e apresenta as coordenadas geográficas 26° 55' 08" Latitude Sul e 49° 03' 57" Longitude Oeste. Os municípios limítrofes de Blumenau são Jaraguá do Sul ao norte, Massaranduba a nordeste, Pomerode ao oeste, Indaial a sudoeste, Luiz Alves e Gaspar ao leste, e Botuverá e Guabiruba ao sul. Está a 130 km da capital Florianópolis, por via asfáltica, e 90,4 km em linha reta. A cidade é banhada pelo rio Itajaí-Açu e propensa a enchentes, constantes na história do município, inclusive tendo protagonizado algumas de repercussão nacional, como as enchentes de 1983-1984, 2008 e 2011.
Um dos pontos culminantes mais conhecidos da cidade é o morro Spitzkopf, porém a proeminência mais alta é o morro Loewsky com 980 metros — ambos situados na zona sul e no interior do Parque Nacional da Serra do Itajaí. A altitude média é de 21 metros acima do nível do mar.

### Clima
O município de Blumenau pertence à zona climática designada pela letra C, com o tipo climático Cfa, segundo a classificação do clima de Köppen. Tal tipo climático se caracteriza por ser um clima subtropical úmido. A pluviosidade média é de 1 540 mm/ano, sendo fevereiro o mês mais chuvoso e julho o mais seco. A média do mês mais quente é de 26 °C e a média do mês mais frio de 16 °C, estando a temperatura média anual em torno de 20 °C.
Blumenau apresenta verões quentes, com temperaturas podendo alcançar os 40 °C, e invernos entre amenos a frios. Já houve vários casos de temperaturas negativas, com geada e neve, tal qual em 1984 num dos pontos mais altos do município, o morro do Cachorro. Bem como recentemente em 22 e 23 de julho de 2013 com média intensidade de neve em determinadas áreas da cidade. Estiagens também atingem a cidade, prejudicando sua economia e a população.
| Dados climatológicos para Blumenau                                                                          | Dados climatológicos para Blumenau | Dados climatológicos para Blumenau | Dados climatológicos para Blumenau | Dados climatológicos para Blumenau | Dados climatológicos para Blumenau | Dados climatológicos para Blumenau | Dados climatológicos para Blumenau | Dados climatológicos para Blumenau | Dados climatológicos para Blumenau | Dados climatológicos para Blumenau | Dados climatológicos para Blumenau | Dados climatológicos para Blumenau | Dados climatológicos para Blumenau |
| Mês | Jan                                | Fev                                | Mar                                | Abr                                | Mai                                | Jun                                | Jul                                | Ago                                | Set                                | Out                                | Nov                                | Dez                                | Ano                                |
| --- | ---------------------------------- | ---------------------------------- | ---------------------------------- | ---------------------------------- | ---------------------------------- | ---------------------------------- | ---------------------------------- | ---------------------------------- | ---------------------------------- | ---------------------------------- | ---------------------------------- | ---------------------------------- | ---------------------------------- |
| Temperatura máxima média (°C)                                                                               | 31,9                               | 31,6                               | 30,5                               | 27,9                               | 24,9                               | 22,5                               | 22,3                               | 23,3                               | 24                                 | 26,1                               | 28,5                               | 30,7                               | 27                                 |
| Temperatura média (°C)                                                                                      | 24,5                               | 24,4                               | 23,2                               | 21                                 | 18,1                               | 16,2                               | 15,5                               | 16,4                               | 17,9                               | 19,6                               | 21,5                               | 23,4                               | 20,1                               |
| Temperatura mínima média (°C)                                                                               | 20,2                               | 20,3                               | 19,5                               | 17,1                               | 14,1                               | 12,4                               | 11,6                               | 12,4                               | 14,2                               | 15,9                               | 17,3                               | 18,9                               | 16,2                               |
| Precipitação (mm)                                                                                           | 187                                | 190                                | 145                                | 109                                | 99                                 | 103                                | 76                                 | 106                                | 128                                | 142                                | 116                                | 139                                | 1 540                              |
| Umidade relativa (%)                                                                                        | 82                                 | 84                                 | 84                                 | 85                                 | 86                                 | 87                                 | 86                                 | 85                                 | 85                                 | 84                                 | 81                                 | 81                                 | 84                                 |
| Insolação (h)                                                                                               | 165                                | 153                                | 165                                | 148                                | 144                                | 123                                | 136                                | 133                                | 93                                 | 117                                | 141                                | 161                                | 1 679                              |
| Fonte: Climate-Data.org (precipitação) e EMBRAPA (médias de temperatura, horas de sol e umidade: 1976-2005) |                                    |                                    |                                    |                                    |                                    |                                    |                                    |                                    |                                    |                                    |                                    |                                    |                                    |

## Demografia

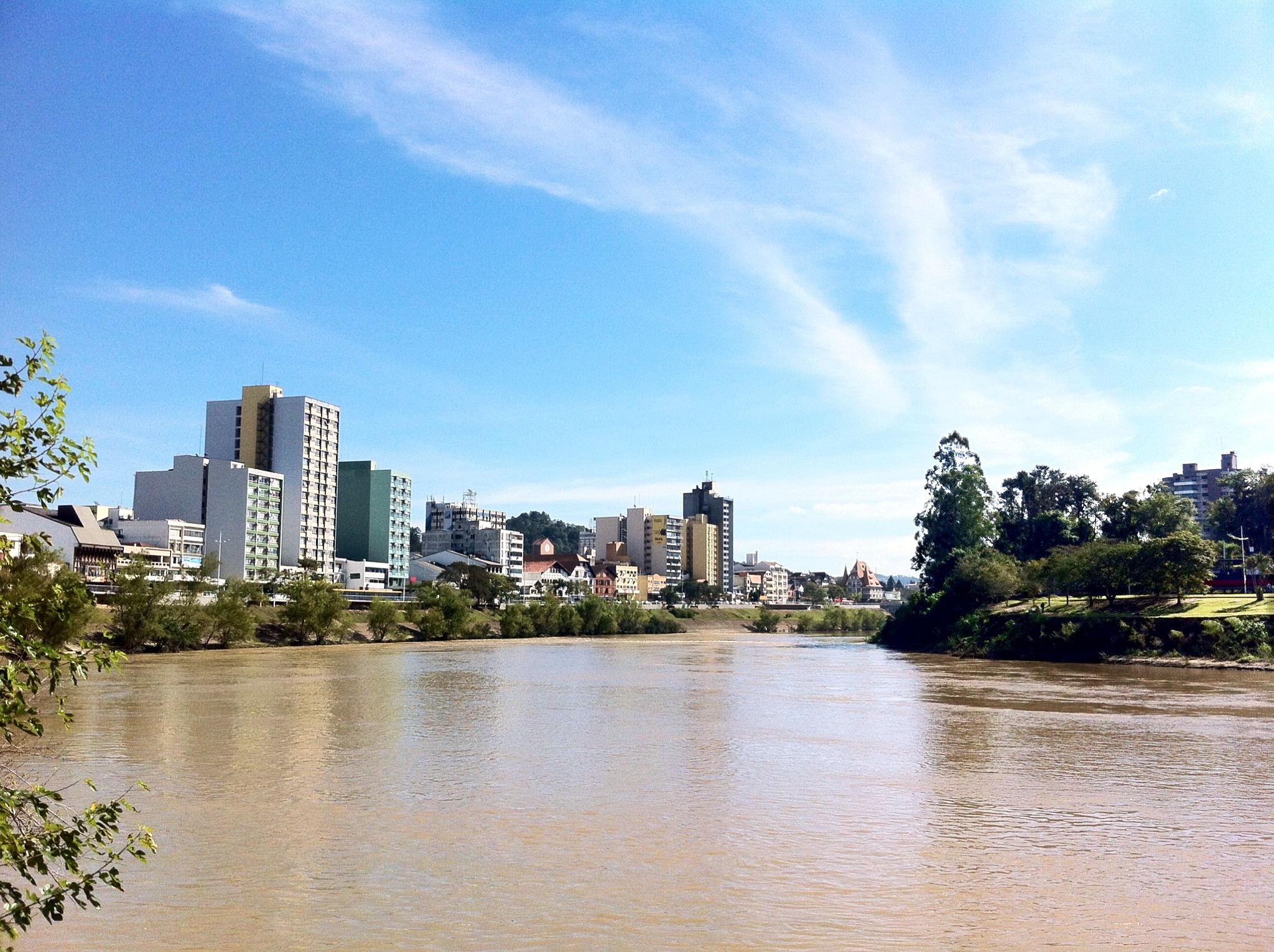
Centro da cidade visto da confluência do ribeirão Garcia com o rio Itajaí-Açu

A população total estimada em 2024, segundo dados do IBGE, era de 380.597 habitantes. A população urbana, em 2000, era de 241.943 pessoas (92,41%) e a população rural de 19.865 pessoas (7,59%). Em 2000, dos dois distritos que compõem o município, o de maior população era o distrito do Grande Garcia (39.283 habitantes). Dos 35 bairros de Blumenau, o mais populoso era a Itoupava Central, com 20.454 habitantes. Em 2000 a população local representava 4,89% da população de Santa Catarina e 0,15% da do Brasil.
Quanto à qualidade de vida, o coeficiente de Gini é de 0,51, mediano. Segundo o PNUD, Blumenau apresenta um IDH geral de 0,805, considerado alto, e está na 6ª posição no ranking de desenvolvimento humano de Santa Catarina, 25ª no cenário brasileiro. A renda per capita está na 5ª posição, com um IDH de 0,797 (médio). Em 2010, do total da população, 209.590 ou 67,7% eram católicos, 79.400 ou 25,7% evangélicos, 8.389 ou 2,71% sem religião, 4.568 ou 1,48% espíritas e Testemunhas de Jeová com 3.808 ou 1,23% segundo dados do IBGE.
Blumenau possuía 100.946 domicílios de acordo com dados do IBGE em 2010, sendo 6.849 destes edificados em aglomerados subnormais (favelas). Em 2018, a prefeitura realizou levantamento que identificou cerca de 15 mil edificações em área com alto risco de deslizamento de terra, o que representa 8,6% da cifra aproximada de 180 mil edificações presentes no município. Em julho do mesmo ano, outra catalogação realizada pelo IBGE, juntamente com o Centro Nacional de Monitoramento e Alertas de Desastres Naturais, apontou Blumenau como a cidade da região Sul com o maior número de habitantes residindo em área de risco. Foram utilizados dados de 2010, retornando o número de 78,3 mil pessoas, o que equivalia a 25% da população.

### Religião

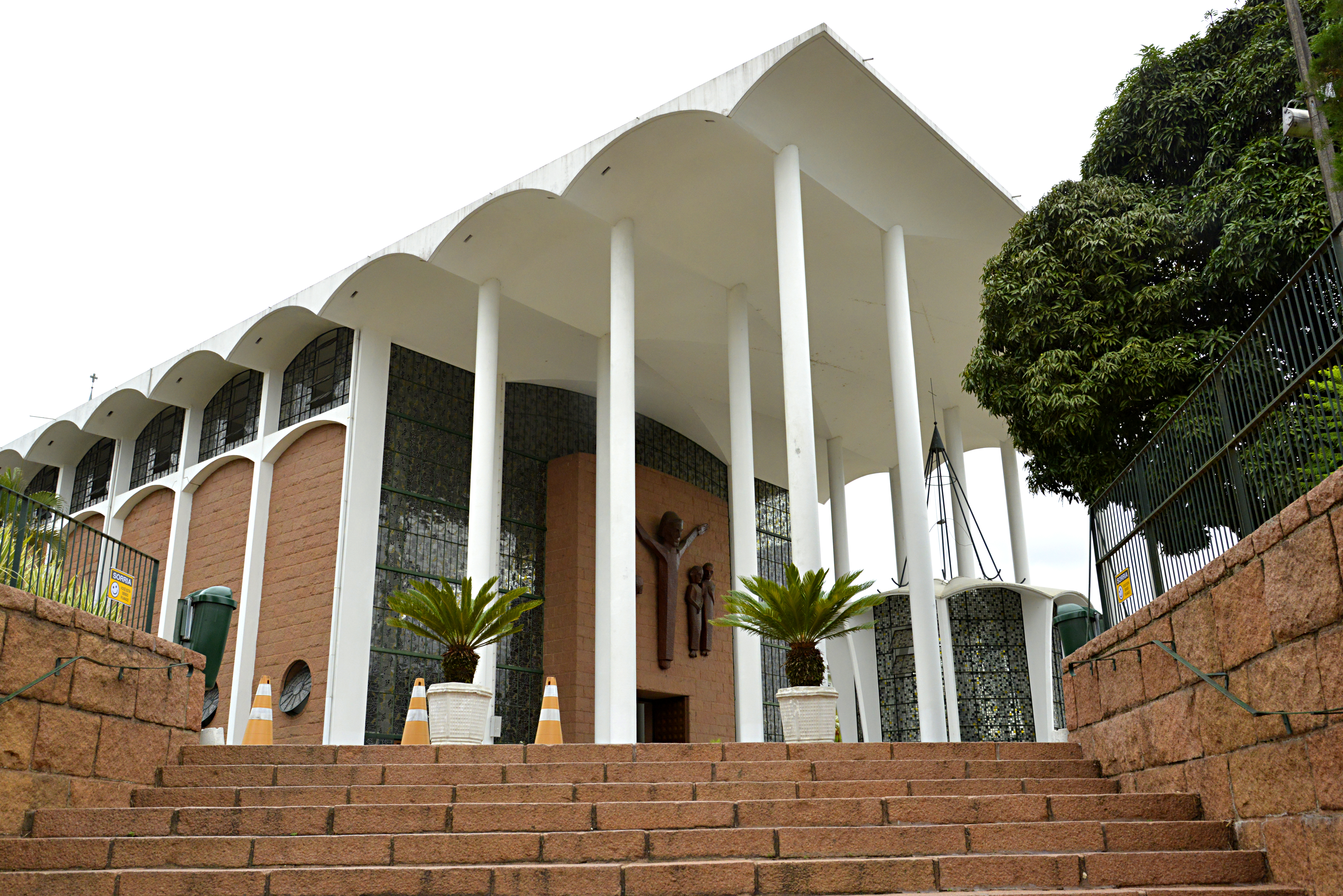
Catedral São Paulo Apóstolo

A cidade por sua ascendência germânica, desde a sua fundação contou com um enraizamento forte do Cristianismo. Em especial pelo catolicismo e o Luteranismo. Em 2010, do total da população, 67,7% eram católicos, 25,7% evangélicos, 2,71% sem religião, 1,48% espíritas e 1,23% Testemunhas de Jeová segundo dados do IBGE. Segundo o censo brasileiro de 2022, a composição religiosa da cidade era de 60,92% católicos, 26,3% evangélicos ou protestantes, 1,53% espíritas, 0,62% umbandistas ou candomblecistas, 0,03% religião tradicional, 3,68% outras religiões, 6,81% irreligiosos, 0,07% desconhecidos e 0,03% não declarados.
A cidade possui torre da Catedral São Paulo Apóstolo como símbolo e cartão postal. Além disso, é sede da Diocese de Blumenau.

### Composição étnica
Seguindo a colonização do município por imigrantes alemães, pouco mais da metade da população é constituída por descendentes destes. Uma outra grande parcela da população possui ascendência italiana, uma vez que as cidades ao redor de Blumenau foram quase todas colonizadas por imigrantes da Itália. Descendentes de portugueses também se fazem presentes, ainda que em um número mais modesto e muitos são de origem mista. No censo demográfico de 2010, a composição étnica do município era de 276 793 brancos (89,57%), 25 945 pardos (8,40%), 5 053 afrodescendentes (1,64%), 897 amarelos (0,29%) e 323 indígenas (0,10%).

### Idiomas

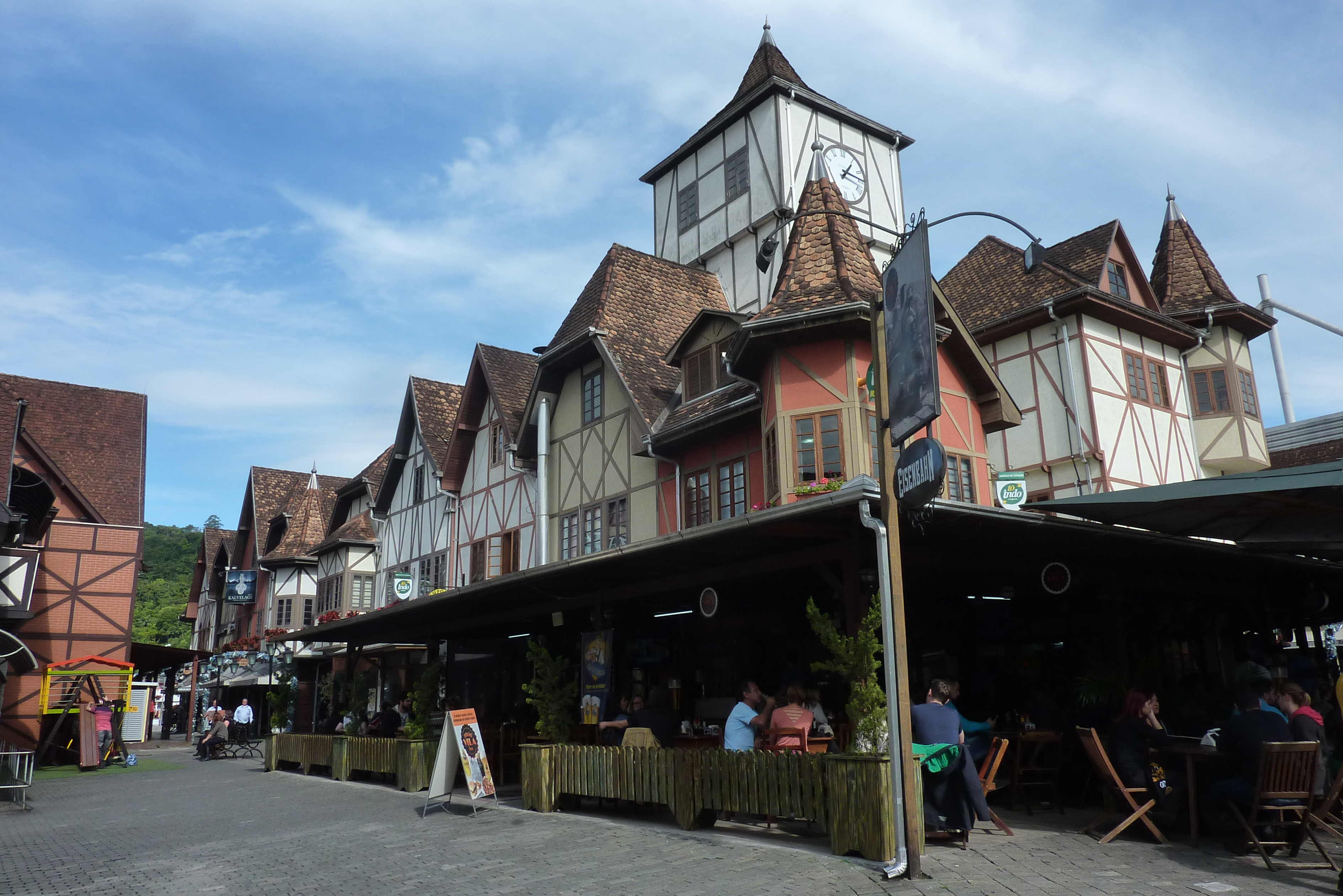
Interior do Parque Vila Germânica

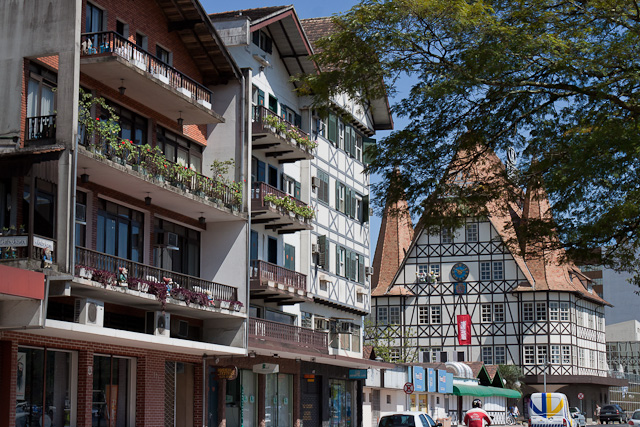
Construções que simulam a técnica construtiva enxaimel, no centro da cidade

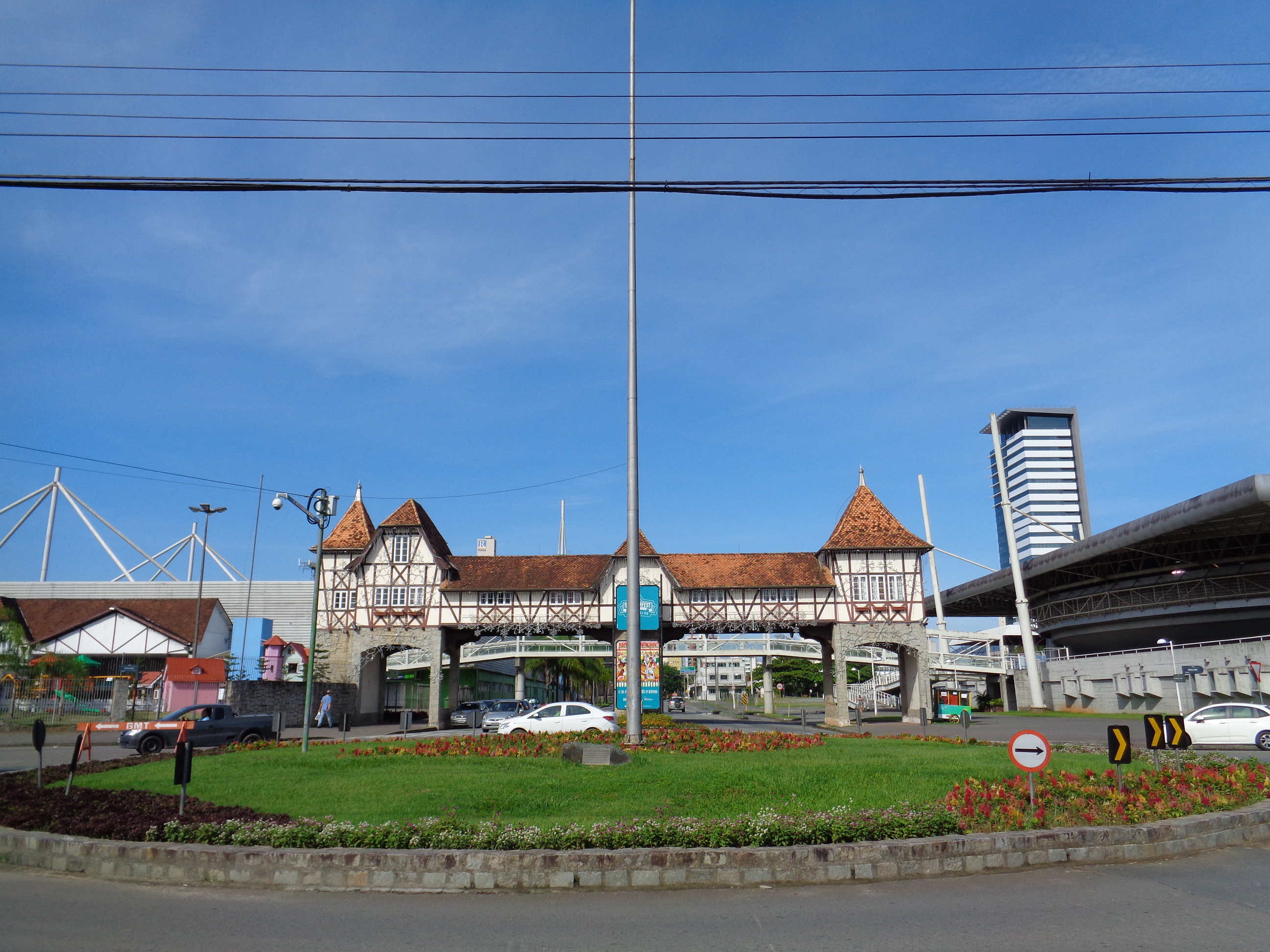
Pórtico do Parque Vila Germânica

Segundo o recenseamento de 1927, do total de 98.663 habitantes de Blumenau, 53% declararam como língua materna a alemã, 28% a língua portuguesa, 16% a língua italiana, 2% as línguas polonesa e russa, e os restantes 1% as línguas francesa, holandesa, sueca e outras. A estatística demográfica mostrou que 84% da população de Blumenau já era nascida no Brasil (83,6% em Santa Catarina), e apenas 16% era estrangeira. Por muitas décadas, o governo brasileiro ignorou os apelos dos moradores de Blumenau para a implantação de escolas públicas no município, o que forçou os próprios imigrantes a construírem escolas particulares, de modo que a educação escolar era feita em alemão, e não em português. Por volta de 1903, o município tinha 4.000 alunos matriculados em 112 escolas. Somente nas quatro escolas públicas as aulas eram ministradas exclusivamente em português. Em 81 escolas, as aulas eram exclusivamente em alemão. Cinco escolas ministravam aulas em alemão e português, quatro em alemão e polonês e uma em italiano e alemão. Em 1930, havia em Blumenau 55 escolas estaduais e 134 particulares, com cerca de 12.000 alunos. Àquela época, o município tinha um notável desenvolvimento educacional, com o índice de analfabetismo próximo de zero. O alemão era a língua corrente em Blumenau e mesmo quem não era de origem alemã tinha que aprender o idioma, essencial para as transações comerciais.
O uso da língua alemã não era aprovado por membros do governo brasileiro e, a partir da década de 1910, passou a ser combatido pelas autoridades governamentais. Nesta década começaram tentativas de eliminar o idioma, por meio de subsídios a escolas particulares que lecionassem somente em português. No livro Nacionalização do Vale do Itajaí, o militar Rui Alencar Nogueira, participante da campanha de nacionalização, classificava Blumenau como "cidade esquisita", porque a língua alemã era usada "sem constrangimentos", inclusive nas repartições públicas, e completava: "parecia incrível que pudéssemos penetrar numa cidade, dentro do nosso próprio território, onde nos sentíssemos contrafeitos". Sentimento compartilhado pela escritora cearense Rachel de Queiroz na crônica Olhos Azuis, publicada em 1949 na revista O Cruzeiro. A autora escreveu: "(...) a sensação que tem é de estar em país estrangeiro, e país estrangeiro inamistoso. E essa sensação nos é transmitida não só pela cor do cabelo e dos olhos dos habitantes, não só pelos nomes que se ostentam nas placas das lojas e dos consultórios, não só pelo estilo arquitetônico, é, antes e acima de tudo, pela fala daquela gente (...) fala mal, com sintaxe germânica, com uma pavorosa pronúncia germânica (...) Alguém tem que dar um jeito nesse problema enquanto ele  não se vira drama". Com a campanha de nacionalização de Getúlio Vargas, as escolas germânicas foram fechadas. Falar línguas estrangeiras em público tornou-se crime. Em um contexto nacionalista, a língua portuguesa, para o Estado Novo, era a única língua nacional, e o uso de idiomas de outros imigrantes era uma "anomalia a ser aniquilada".
Como consequência da nacionalização, o uso da língua alemã passou a ficar limitado apenas à oralidade em Blumenau, uma vez que o seu ensino escolar foi abolido. Atualmente, a maioria dos alunos de Blumenau estuda em escolas públicas que ensinam exclusivamente em português. Algumas escolas privadas que ensinam em alemão foram abertas na década de 1970, mas são em número reduzido e decrescente. Por falta de estudos sobre o tema, não se sabe quais dialetos germânicos são ainda falados em Blumenau, embora o alemão usado no município se aproxima da variedade padrão. Nas últimas gerações, tem-se observado o abandono do uso do alemão, sobretudo entre os jovens, que falam o idioma com dificuldade ou não o falam mais. Porém, na zona rural de Blumenau, o alemão permanece como a língua materna, uma vez que as crianças ainda chegam à escola com conhecimento do idioma.
Em julho de 2018, o prefeito Mário Hildebrandt assinou o Decreto nº. 11.850/2018, que criou as duas escolas bilíngues na cidade: a Escola Municipal Bilíngüe Erich Klabunde oferece as matérias em português e alemão, e a Escola Básica Municipal Bilíngüe Professor Fernando Ostermann, em português e inglês. Em agosto de 2019 foi sancionado o projeto de lei que oficializa a língua alemã como patrimônio cultural imaterial do município.

## Governo e política

### Administração

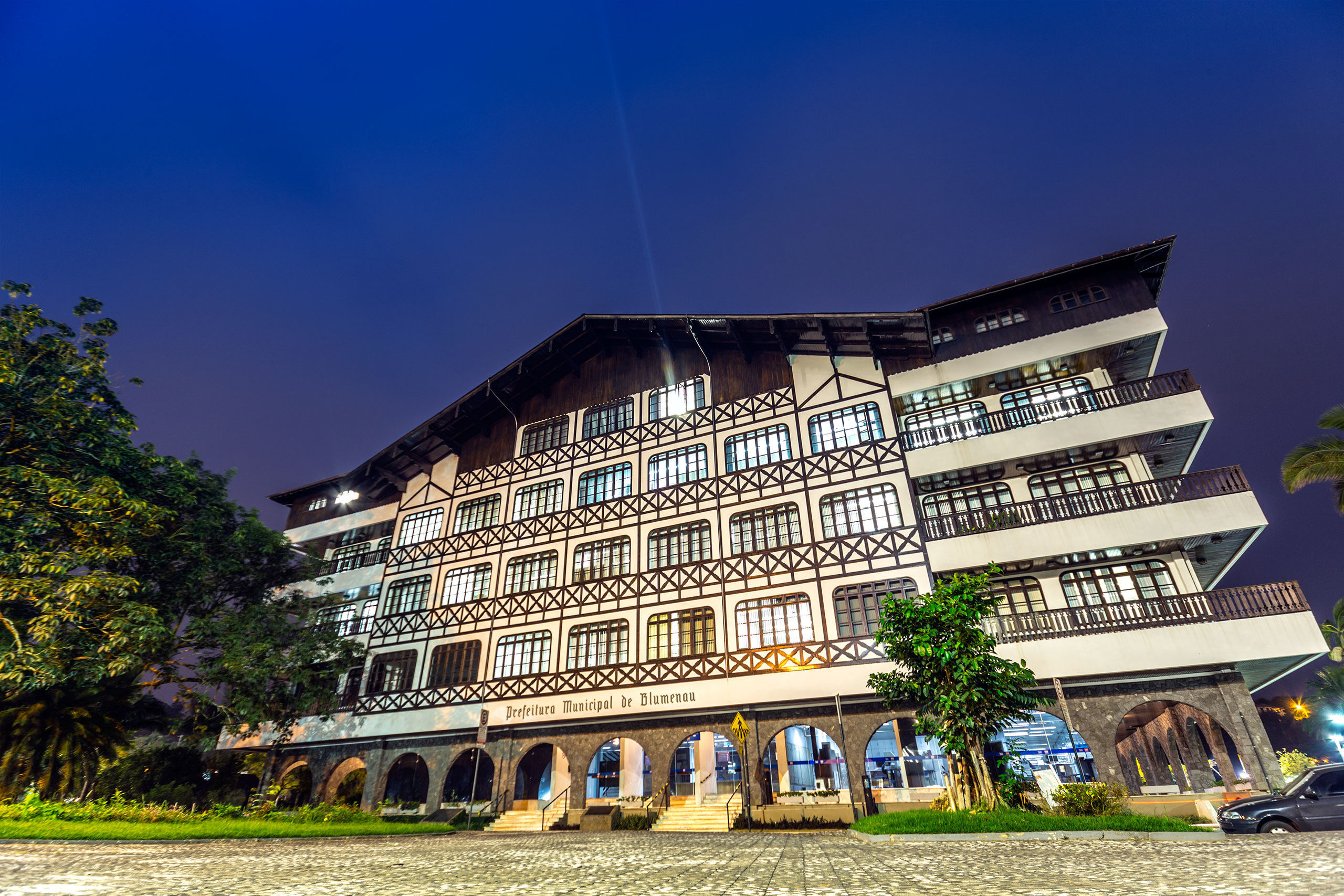
Sede da prefeitura de Blumenau

A administração se dá pela separação de poderes. O primeiro representante do poder executivo e prefeito do município foi José Henrique Flores Filho em 1883. O atual prefeito de Blumenau é Mário Hildebrandt, que assumiu a prefeitura após a renúncia de Napoleão Bernardes em 5 de abril de 2018, que havia sido reeleito em 2016 com 104.535 dos votos, o equivalente a 57,56% dos votos válidos. Bernardes estava no segundo mandato (Hildebrandt era o vice-prefeito), tendo sido eleito pela primeira vez em 2012, no segundo turno, com 129.392 votos, o equivalente a 70,7% dos votos válidos.
O poder legislativo está na Câmara Municipal de Blumenau, com a representatividade de quinze vereadores. O atual presidente é Marcelo Lanzarin. A composição é distribuída da seguinte maneira: uma cadeira do Movimento Democrático Brasileiro (MDB); uma cadeira do Partido Socialista Brasileiro (PSB); uma cadeira do Partido dos Trabalhadores (PT); uma cadeira do partido Solidariedade (SD); uma cadeira do Partido da República (PR); duas cadeiras do Partido Social Democrático (PSD); uma cadeira do Partido Republicano da Ordem Social (PROS); duas cadeiras Partido Progressista (PP); duas cadeiras do Democratas (DEM) e três cadeiras do Partido da Social Democracia Brasileira (PSDB).

### Símbolos oficiais

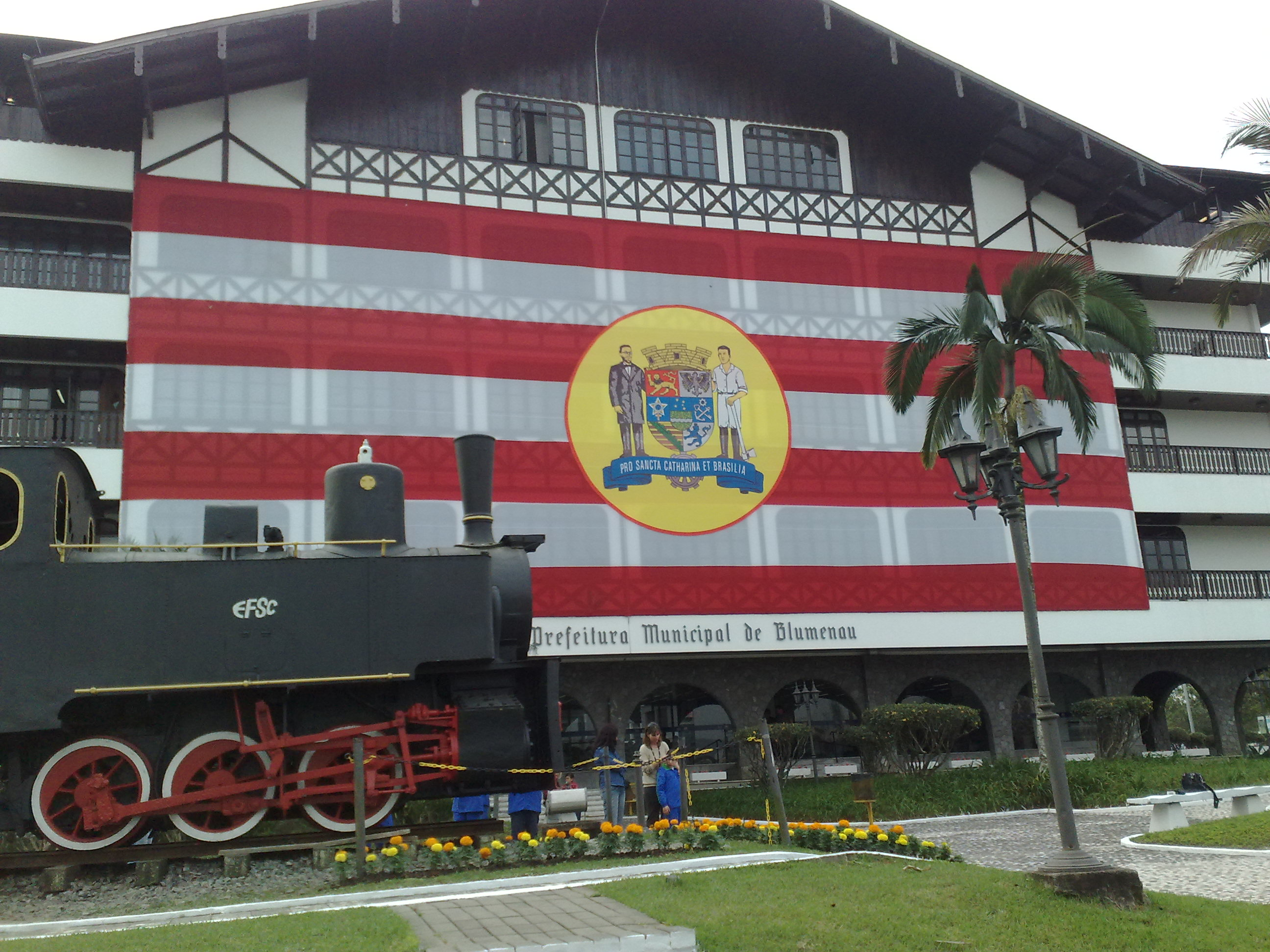
Bandeira de Blumenau na fachada da prefeitura, com a Macuca à frente

Blumenau possui três símbolos oficiais: o brasão, a bandeira e o hino. O brasão blumenauense constitui-se de seis elementos. Ao topo, vê-se a depicção da fachada de um castelo reproduzida várias vezes, com suas ameias em destaque, representando municipalidade. Logo abaixo, estão ilustradas as províncias germânicas das quais veio o maior número de contingente populacional para colonizar o município, além de na parte central constarem símbolos nacionais e estaduais, simbolizando o amálgama entre Brasil e Alemanha. Ao lado esquerdo do brasão, encontra-se uma representação do doutor Blumenau a partir de imagens de arquivo. Ao lado direito, encontra-se um machadeiro, simbolizando os primeiros colonos da cidade. Abaixo deles, uma roda dentada de engrenagem remete à indústria blumenauense, principal atividade econômica do município. Por fim, a fita por cima da roda dentada simboliza fidelidade ao estado e ao país.
A bandeira de Blumenau trata-se do brasão da cidade inserido em um círculo amarelo que, por sua vez, encontra-se centralizado sobre quatro listras vermelhas e três listras brancas em um retângulo. As cores da bandeira representam as cores de fitas e laços com as quais as mulheres blumenauenses enfeitaram a bandeira imperial que os 56 voluntários de Blumenau levaram consigo para a Guerra do Paraguai, em 1865. O hino da cidade, simplesmente intitulado "Hino de Blumenau", foi instituído pela lei ordinária 5514/00 de 22 de agosto de 2000, devido às comemorações dos 150 anos da cidade.

### Cidades-irmãs
- Campinas (lei 3059/1984)[85]
- Petrópolis (lei 3764/1990)[86]
- Bariloche (lei 4690/1996)[carece de fontes?]
- Osorno (lei 4292/1993)[87]
- Macapá[88]
- Posadas[89]
- Badajoz[90]
- Weingarten[91]
- Oxapampa [92]

## Divisão territorial
A divisão territorial urbana de Blumenau foi formalizada através da lei nº 717 de 28 de abril de 1956, que gerou os primeiros 19 bairros oficiais da cidade, e desde então, sofreu diversas modificações, com a última sendo em 2004. Atualmente, Blumenau possui dois distritos, Vila Itoupava 26° 43' 26" S 49° 04' 08" O e Grande Garcia 26° 57' 46" S 49° 03' 58" O, além de 35 bairros.
Blumenau, em sua extensão máxima, chegou a possuir área de 10 610 km². Em 1930, houve a partição de Rio do Sul. Cinco anos depois eram desmembrados Ibirama, Timbó, Gaspar e Indaial. Em 1936, foi a vez de Rodeio. Em 1948, Taió e Ituporanga se separaram de Blumenau. No início da década de 1960, uma nova onda de desmembramentos criou outros 31 novos municípios a partir de Blumenau.

## Economia

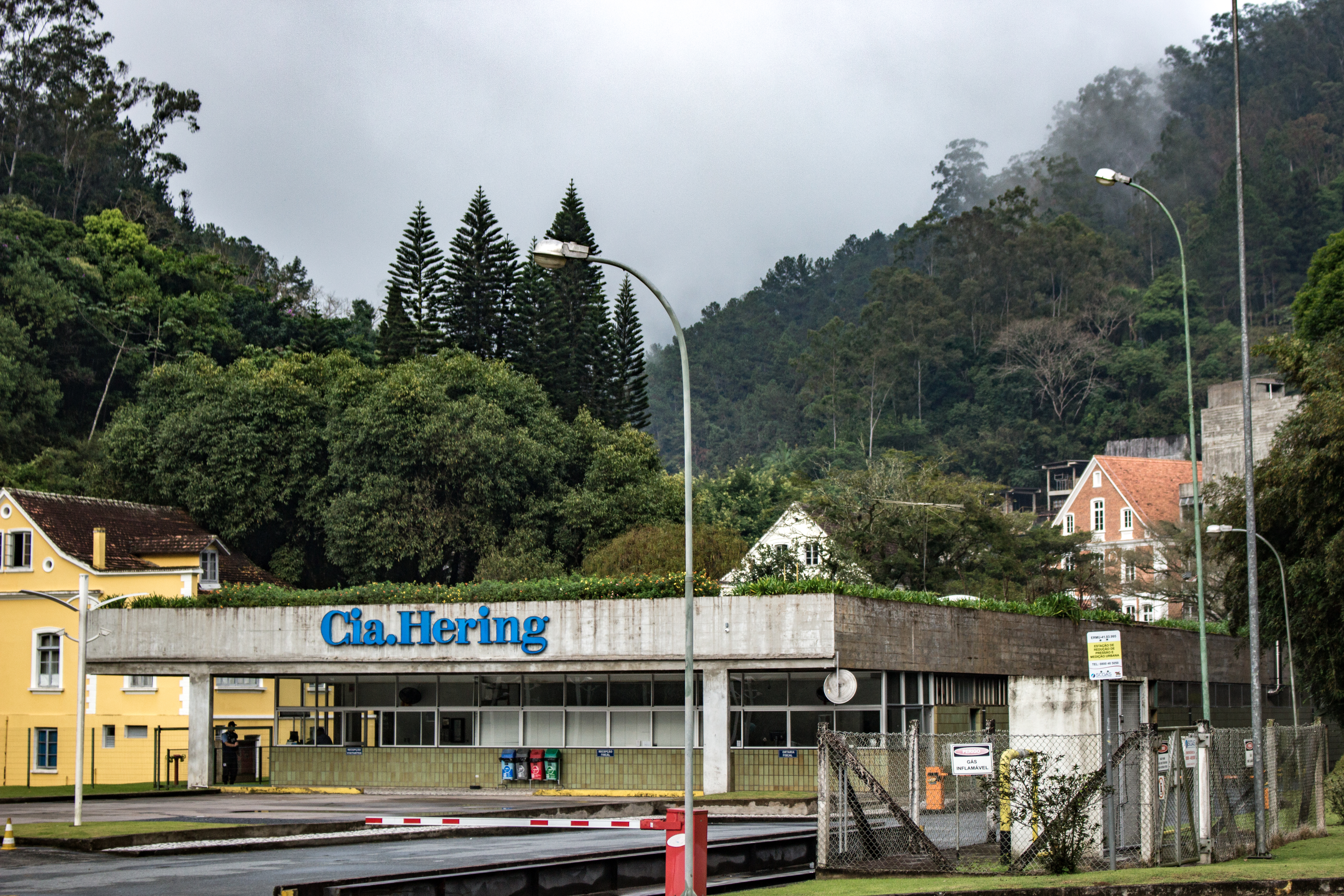
Fábrica da Companhia Hering, bairro Bom Retiro

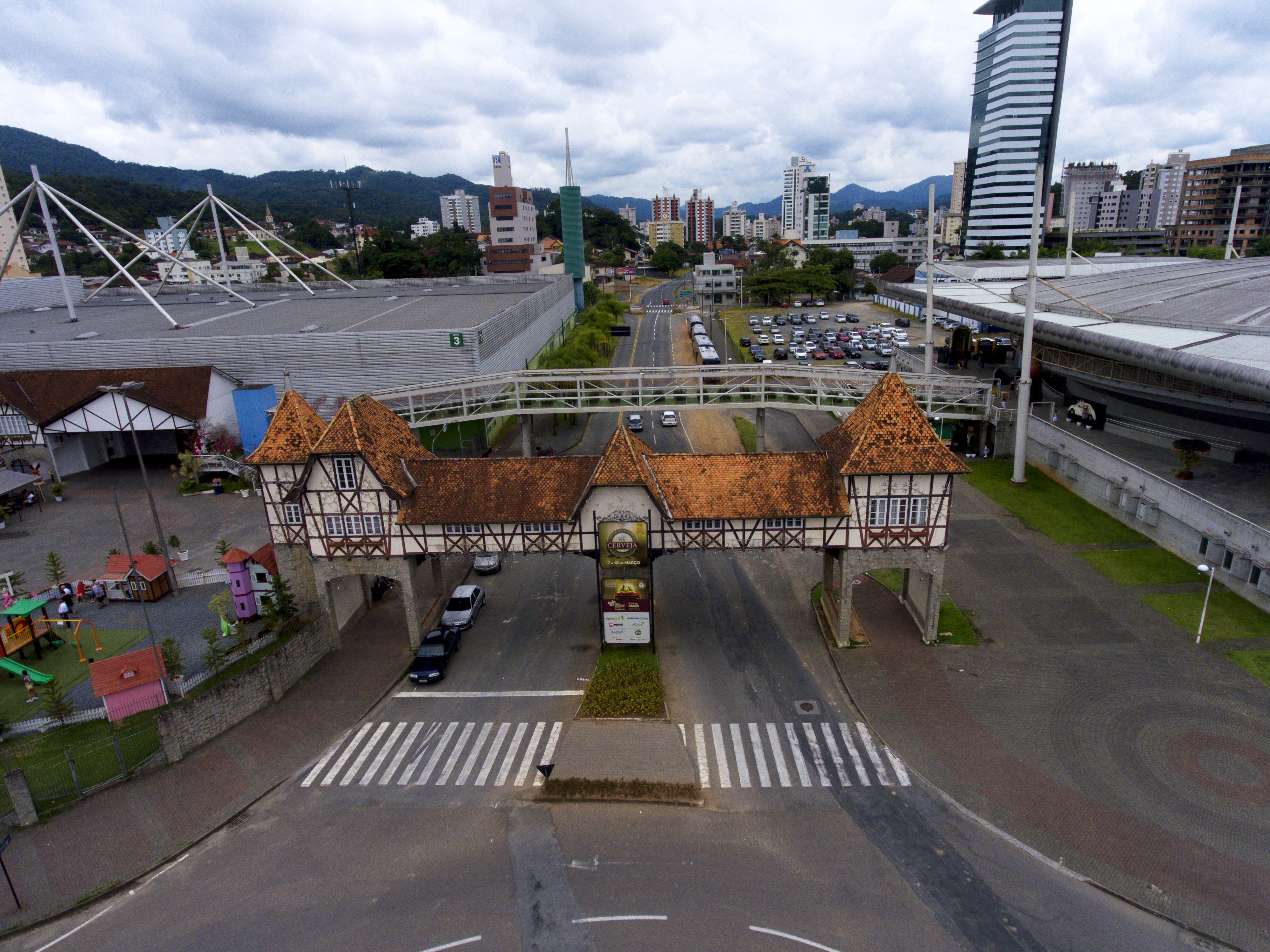
Parque Vila Germânica

Apesar de figurar no quarto lugar entre as maiores economias de Santa Catarina, atrás de Joinville, Itajaí e Florianópolis, possui forte influência no estado, pois configura com Joinville e Itajaí os maiores centros industriais de Santa Catarina. A principal atividade econômica de Blumenau é a indústria têxtil, responsável por fabricantes de grande porte fundados no século XIX, como a Companhia Hering e a Karsten. Um setor em rápida expansão é o de cervejas artesanais.
A economia é reforçada pelo comércio, prestação de serviços e turismo de eventos, este último realizando feiras de projeção internacional, que geralmente ocorrem na Vila Germânica. Em 2017, a cidade teve uma exportação de produtos equivalente a 430.647.328,00 dólares, o que representa 5,06% das exportações do estado.
De janeiro a julho de 2018, segundo o Cadastro Geral de Empregados e Desempregados (Caged), do Ministério do Trabalho, Blumenau foi a segunda cidade de Santa Catarina que mais gerou empregos, com 3,8 mil contratações a mais do que demissões. Dados do Caged repassados pelo Sistema de Informações Gerenciais e de Apoio à Decisão (Sigad), da Fundação Universidade Regional de Blumenau (FURB), de 2016, aponta que havia 129,6 mil pessoas empregadas formalmente na cidade. Desse número, o maior empregador é o setor de serviços, com 46,8 mil vagas, contra 42,8 mil da indústria. Lideram as estatísticas municipais o setor têxtil que tem 54% das vagas da indústria (23,1 mil trabalhadores), e o comércio varejista que soma 42,7% dos postos de trabalho da área de serviços (20 mil trabalhadores).
Blumenau há muitos anos se estabeleceu como um polo de tecnologia da informação (T.I.), setor que ajudou a diversificar a economia local. A origem local desta área está no seio das indústrias têxteis. Na década de 1970, cerca de 10 empresas se uniram para montar uma central para os serviços de tecnologia, o Centro Eletrônico da Indústria Têxtil (Cetil). O modelo subsistiu graças a produtos como sistemas de emissão de carnês para prefeituras. Atualmente, a área de T.I. é a maior arrecadadora do imposto sobre serviços de qualquer natureza (I.S.S.) em Blumenau.

### Turismo

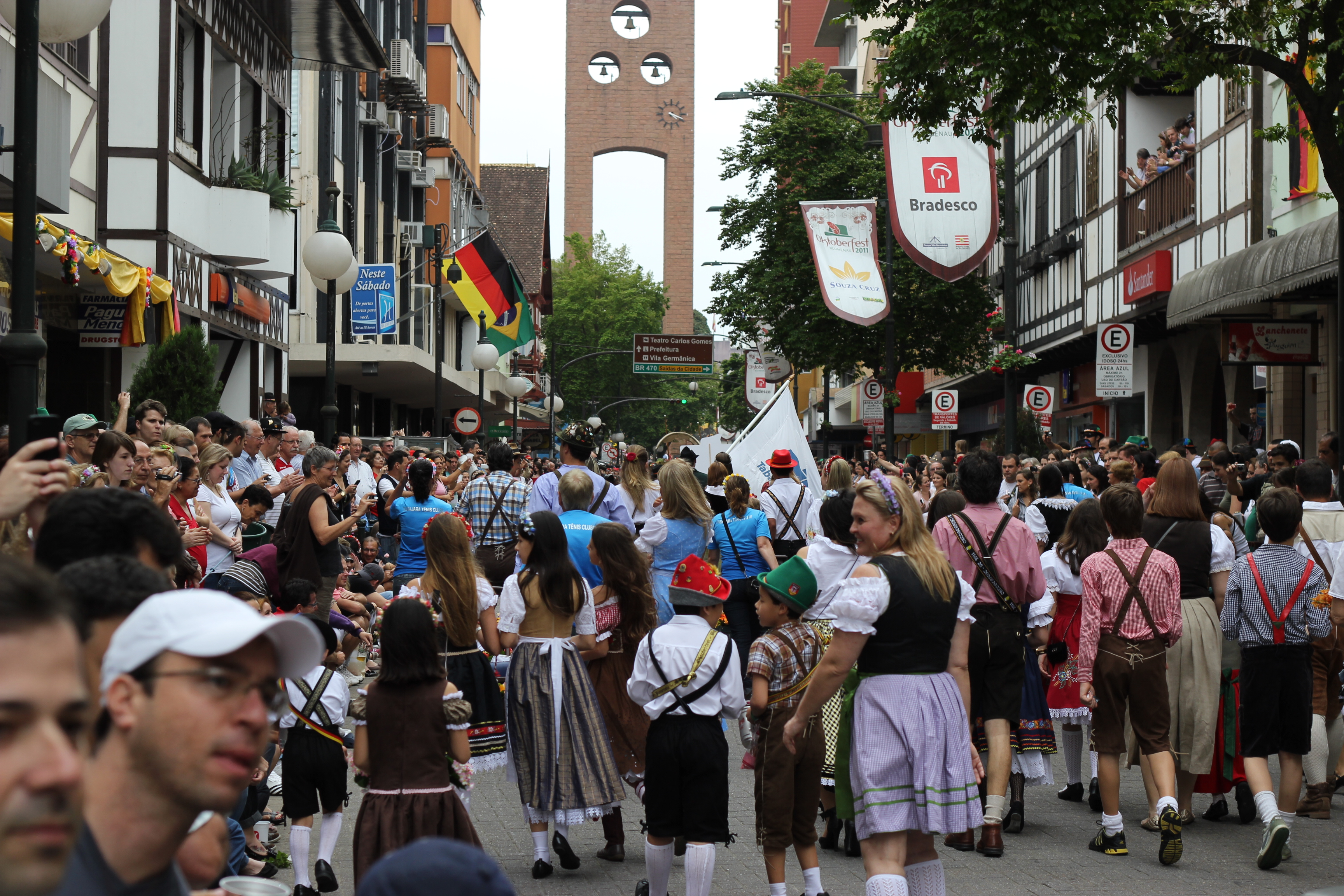
Desfile da Oktoberfest na rua XV de Novembro

O destaque turístico da cidade é sua Oktoberfest; cabe menção à Festitália, ao stammtisch e ao Festival Nacional de Danças Folclóricas. A Oktoberfest, cujo significado é "festa de outubro", foi criada em 1984 para elevar o ânimo da população que havia acabado de suportar duas das maiores enchentes na história de Blumenau (1983—84). Inspirada na homônima Oktoberfest de Munique, a versão de Blumenau é a maior festa de cultura alemã do Brasil e na edição de 2017 gerou 4,25 milhões de reais em lucro.
A cidade tem também diversos museus que contam a história da indústria da região, tais como o Museu Hering que conta a história da centenária empresa de tecelagem, o Museu da Cerveja recentemente remodelado e o Museu do Cristal de Blumenau, inaugurado em 2022 e que conta o mais de 70 anos de história do Cristal em Blumenau.
O turismo ecológico perpassa museus como o Museu de Ecologia Fritz Müller, que funciona na antiga casa do cientista, e o Museu da Água, onde pode-se ver todo o processo de despoluição da água captada do rio Itajaí-Açu. Há também parques ecológicos como o Parque Natural Municipal São Francisco de Assis, vizinho ao centro da cidade, e o Parque Nacional da Serra do Itajaí, com trilhas que percorrem áreas remanescentes de Mata Atlântica — além do último abranger um dos pontos culminantes de Blumenau, o morro Spitzkopf.
Entre os principais locais de lazer está a rua XV de Novembro, onde acontecem os desfiles da Oktoberfest e o stammtisch, além das paradas cívicas na data de aniversário do município (2 de setembro), e, alguns dias depois, no Dia da Independência.

## Infraestrutura

### Educação

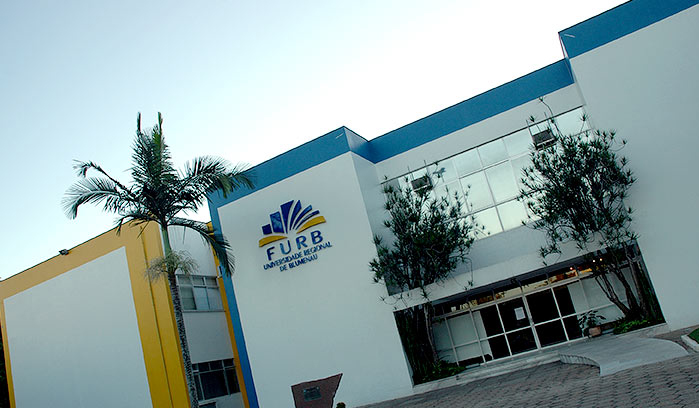
Universidade Regional de Blumenau (FURB)

Blumenau sedia duas universidades, a Fundação Universidade Regional de Blumenau (FURB), com quatro campi em seu território, e um campus da Universidade Federal de Santa Catarina (UFSC), implantado em 2014. Seguindo uma tendência nacional, a partir da década de 2000, Blumenau passou a dispor de outras instituições de ensino superior, como o Centro Universitário Leonardo da Vinci, a Faculdade Sociesc, a FAE Centro Universitário, a Faculdade SENAI, a Faculdade SENAC e o Instituto Federal Catarinense. O censo escolar do INEP aponta para um número total de 99.919 alunos matriculados em Blumenau durante o ano letivo de 2006, sem levar em consideração os estudantes do ensino superior.
Havia, ainda, 15 mil alunos matriculados no ensino superior em Blumenau no ano de 2005, segundo o IBGE. A rede municipal de ensino, em específico, possui 133 escolas e 38.849 alunos. O município registra um número total de 2.747 docentes nos ensinos pré-escolar, fundamental, médio e superior, segundo informações do IBGE para os anos de 2005 e 2006. O analfabetismo na cidade é de 3,3% entre a população. Na classificação do PNUD para a educação, Blumenau está na 8ª posição dos municípios de Santa Catarina, apresentando um IDH educacional de 0,945, considerado elevado.

### Transportes
Está equipada com o "Terminal Rodoviário de Passageiros Prefeito Hercílio Deeke", inaugurado em 1980. Em 2012, contabilizando os embarques e desembarques, a movimentação média semanal foi de 10.325 pessoas. Ao todo, a rodoviária possui área de 11.654 m², e abriga mais de 20 boxes para embarque e desembarque de passageiros, além de agências para aquisição de passagens intermunicipais e interestaduais, lanchonete 24 horas, serviços de táxi e ônibus coletivo urbano.
No transporte coletivo, a cidade dispõe de oito terminais de ônibus urbanos integrados — Aterro, Fonte, Garcia, Velha, Fortaleza, PROEB, Itoupava e Água Verde. A frota blumenauense em janeiro de 2009 era de 175.875 veículos.
O Aeroporto de Blumenau atende somente aeronaves de pequeno porte. Possui uma pista de 1,45 km de comprimento e opera diariamente até o pôr do sol, em condições visuais. Em 2006 o governo municipal iniciou o processo de homologação, junto à Agência Nacional de Aviação Civil (ANAC), para a operação comercial de linhas periódicas. Em outubro de 2023, o aeroporto foi destino de 34 voos comerciais originados do Aeroporto Internacional de Curitiba e 14 voos com partida do Aeroporto de São Paulo-Congonhas, operados pela Azul Linhas Aéreas, de modo a atender os turistas durante o período da Oktoberfest.
Em 2009 implantou aluguel de bicicletas públicas, sendo a primeira cidade da região Sul a implantar este sistema. Mas, devido à baixa procura pelo serviço, o sistema foi desativado em janeiro de 2011. O desinteresse da população foi atribuído à precariedade da estrutura cicloviária municipal e à complexidade do sistema de aluguel, que envolvia aquisição de passe com cartão de crédito e uso de telefone celular para a liberação da bicicleta.
O transporte ferroviário na cidade foi extinto no ano de 1971, quando circularam pela cidade os últimos trens de passageiros e de cargas da Estrada de Ferro Santa Catarina, indo em direção a Trombudo Central e ao Porto de Itajaí. Os trens da EFSC eram dotados de tradicionais locomotivas à vapor e carros de madeira e durante um bom tempo, foram a principal ligação de Blumenau com o litoral do estado. Após a desativação da ferrovia naquele mesmo ano, os trilhos foram retirados da cidade sob fortes protestos da população. O prédio da Antiga Estação Ferroviária da cidade foi mantido e atualmente abriga uma clínica veterinária, porém mantendo suas características originais.

### Saúde

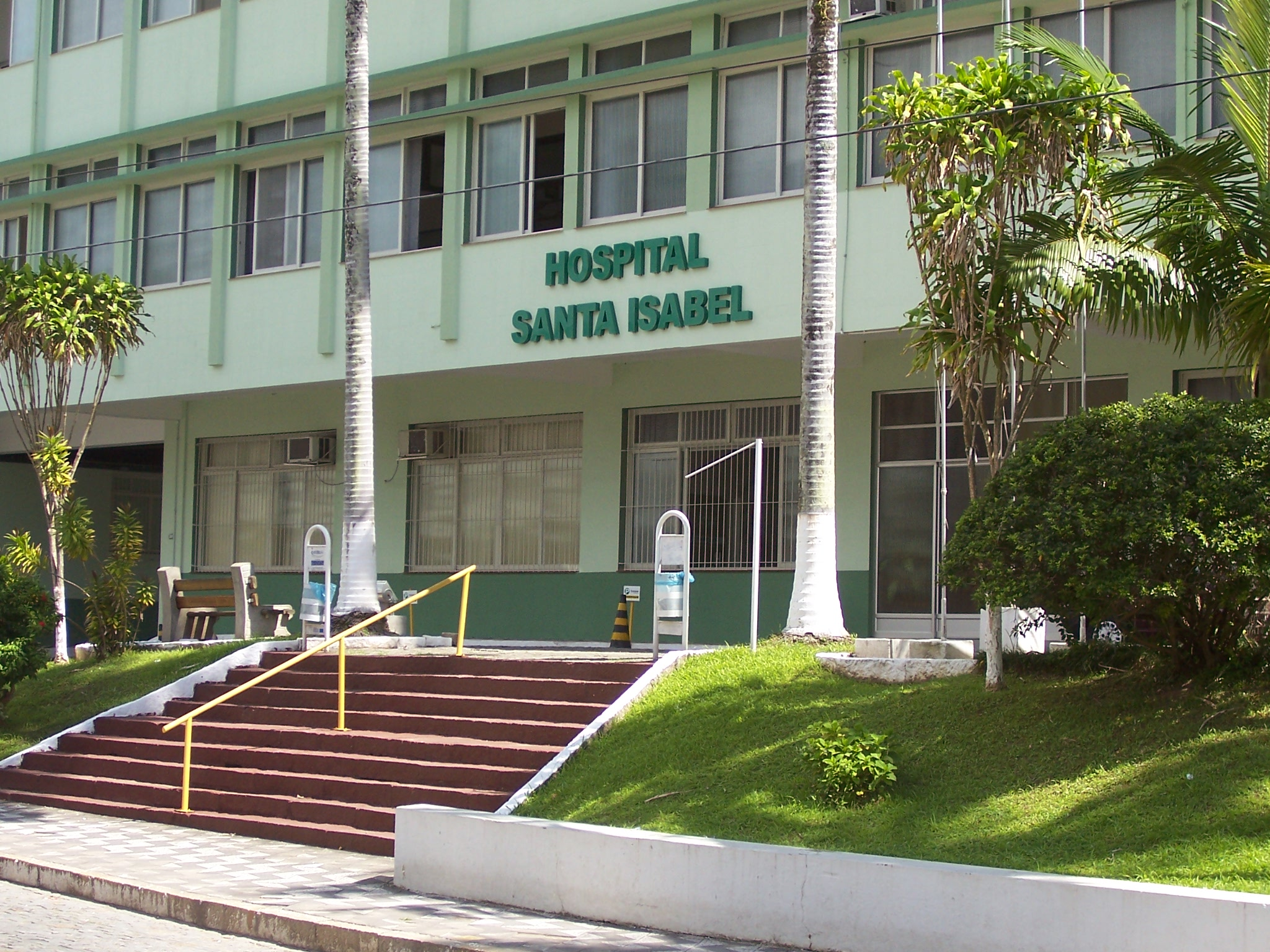
Hospital Santa Isabel

Segundo o PNUD, a saúde blumenauense se encontra na 112ª posição brasileira, com um IDH de 0,824, considerado elevado. A expectativa de vida é de 74,4 anos. A taxa de fecundidade é de 1,8 filho por mulher, enquanto a mortalidade infantil apresenta um coeficiente de 14,8 óbitos a cada mil recém-nascidos.
Existiam 199 estabelecimentos voltados para a saúde em Blumenau no ano de 2005, sendo 52 públicos (todos municipais) e 147 privados, com somente 7 destes sem fins lucrativos.
Em 2007 houve 663 óbitos em Blumenau, 369 masculinos e 294 femininos. As causas de morte mais frequentes foram doença cardiovascular (163 casos), doença respiratória (144 casos) e neoplasia (126 óbitos). Blumenau é vice-líder mundial em câncer de pele, somente atrás de Queensland, Austrália, fato este que se deve ao biótipo predominante da cidade, pouco adequado a regiões tropicais, já que manifesta fenótipo de pele com pouca melanina.
Quanto ao saneamento básico, em 2010 cerca de 4,8% do esgoto produzido pelo município era enviado ao tratamento, percentual que aumentou para 40% no início de 2017. Entretanto, o Serviço Autônomo de Água e Esgoto do município (SAMAE) estimou que em 2017, 30% da água tratada foi desperdiçada em vazamentos, como os surgidos por rompimento de tubulação.

### Mídia

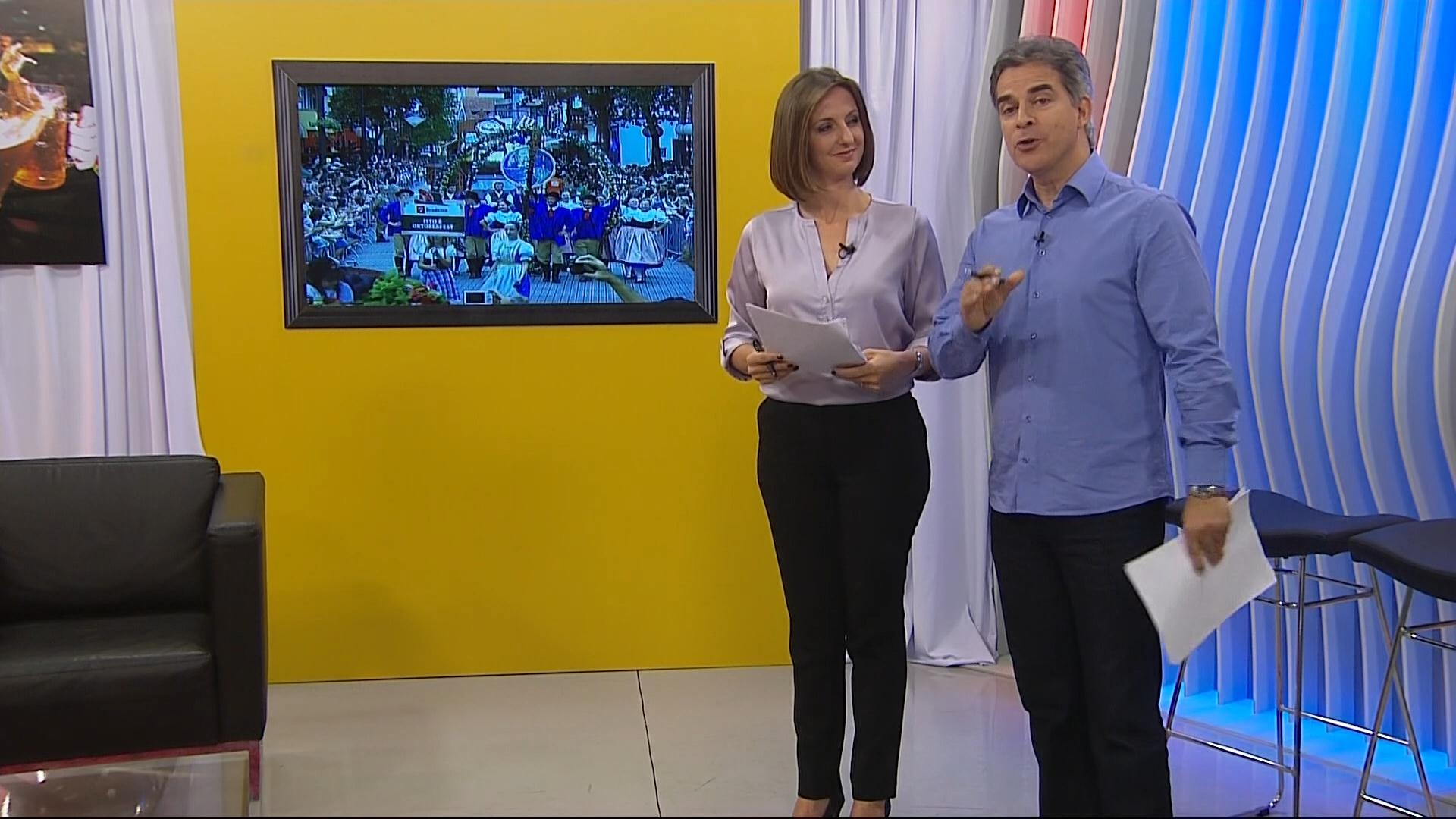
Exibição especial do desfile da Oktoberfest pela NSC TV Blumenau, antiga TV Coligadas

Blumenau é o município pioneiro das comunicações em Santa Catarina, pois nele foi instalado a primeira emissora de rádio do estado, a Rádio Clube, e a primeira rede de televisão, a TV Coligadas, em 1969.
Porta um jornal impresso que é distribuído no Vale do Itajaí, o Jornal de Santa Catarina. Blumenau apresenta três redes de televisão local, a TV Galega, criada em 1997, a FURB TV, afiliada à SescTV e ao Canal Futura, e a TVL. Além disso, possui representação de filiadas de diversas redes de televisão nacionais, como NSC TV Blumenau (Rede Globo), TV Barriga Verde (Rede Bandeirantes), SBT Santa Catarina (SBT) e NDTV Blumenau (Rede Record).[carece de fontes?]
Blumenau contém 18 salas de cinema distribuídas em três centros comerciais. São seis salas localizadas no Shopping Neumarkt, da rede GNC, sendo uma sala para filmes 3D; sete salas no Blumenau Norte Shopping, da rede Cinépolis, sendo três salas para 3D, e as demais cinco salas, localizadas no Shopping Park Europeu, rede Arcoplex — duas destas preparadas para projeção em 3D.

## Cultura

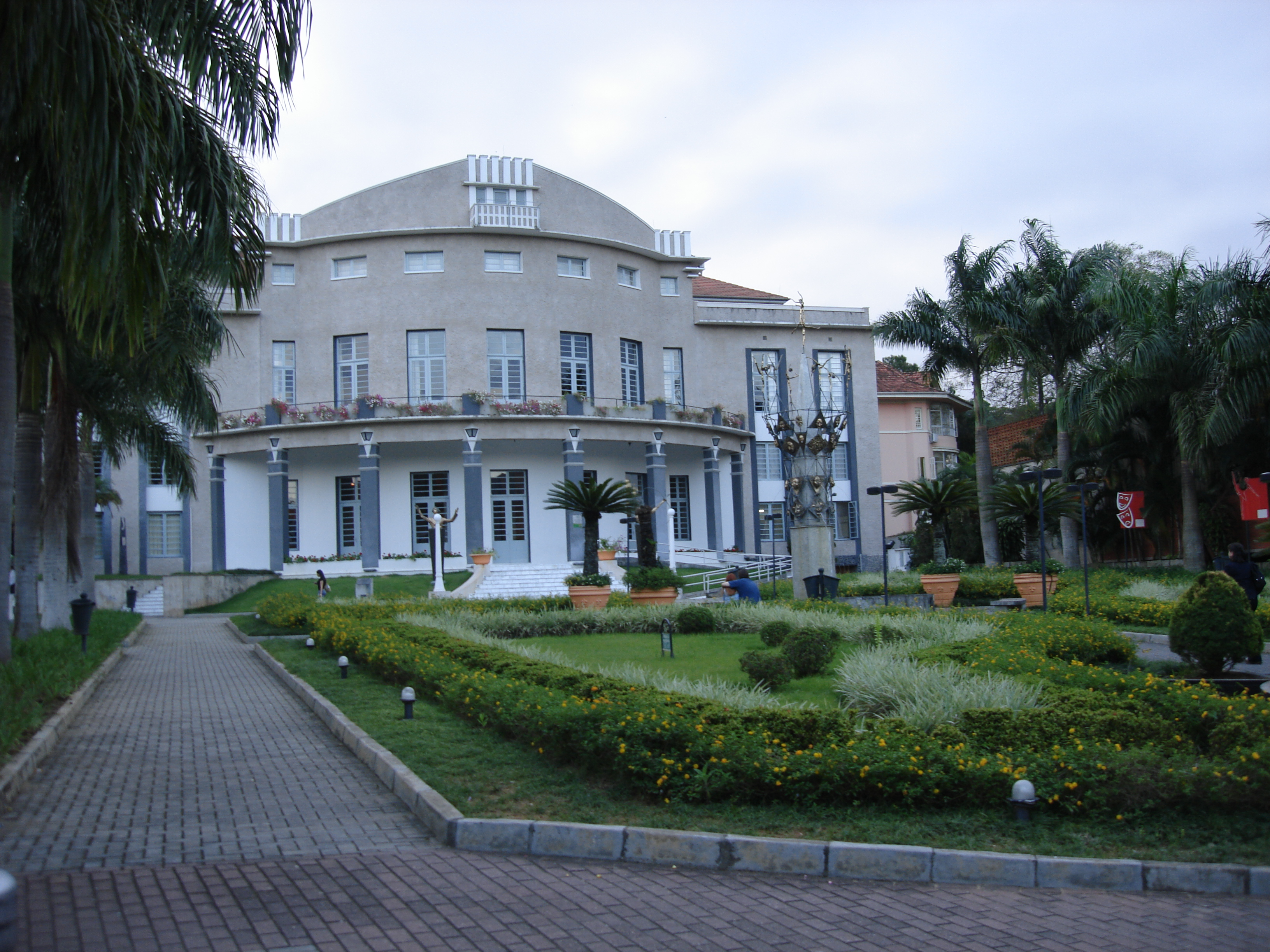
Teatro Carlos Gomes, à rua XV de Novembro

A cultura da cidade é fortemente influenciada pela Alemanha, consequência da colonização por estes imigrantes europeus. Demonstrações podem ser vistas na arquitetura, nas sociedades de canto, nas festas e nos grupos de danças.
O povo germânico trouxe a técnica construtiva enxaimel, que pode ser observada em edificações na zona rural do município — o distrito de Vila Itoupava contém dezenas de residências erigidas sob este método. A partir de metade do século XX, a prefeitura quis estimular a aplicação de falso enxaimel (o entrelaçamento original de toras de madeira, visíveis na face externa da parede, é substituído por moldes de gesso, por exemplo) no centro da cidade numa tentativa de atrair turistas. Daí derivam exemplos como as agências bancárias na rua XV de Novembro, a sede da prefeitura construída em 1982, e as lojas do Parque Vila Germânica.

### Museus

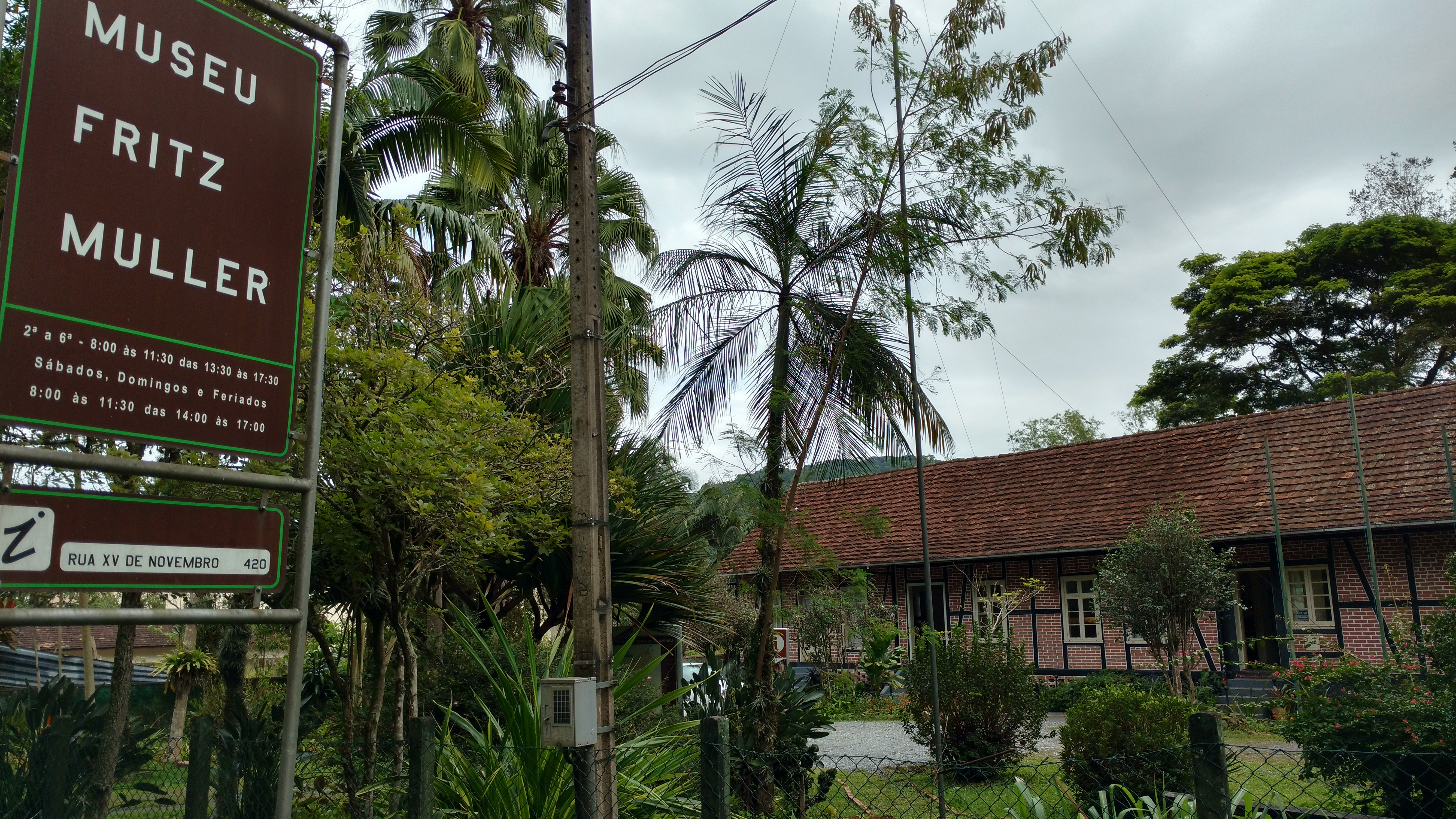
Museu de Ecologia Fritz Müller

A cidade conta com inúmeros museus, voltados para a temática relacionada ao período colonial e imigração, arte, indústria e ecologia. São destaque o Museu da Família Colonial, Museu de Hábitos e Costumes, Museu da Cerveja, Museu do Cristal de Blumenau, Museu Hering, Museu de Ecologia Fritz Müller, Museu do Cristal, Museu de Arte de Blumenau, Museu dos Clubes de Caça e Tiro, Centro Cultural da Vila Itoupava, implantado na sede original da Cervejaria Feldmann, Museu da Água e a Casa da Memória da Escola nº 1.
A Fundação Cultural de Blumenau é a principal responsável pela divulgação da agenda, espaços e projetos culturais da cidade, e é subordinada à prefeitura. A primeira galeria de arte do estado, a Galeria Açu-Açu, foi fundada em Blumenau pela nativa Elke Hering e seu cônjuge, o timboense Lindolf Bell, durante a década de 1970.

### Esportes

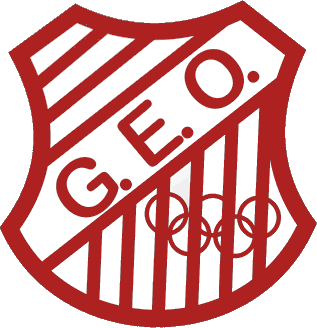
Escudo do Grêmio Esportivo Olímpico

Blumenau conta com diversos clubes esportivos, dentre os quais se destacam Grêmio Esportivo Olímpico, Guarani Esporte Clube, Clube Náutico América e Sociedade Recreativa Esportiva Ipiranga. Também possui capítulos locais do Lions Club e do Rotary Club, ambos clubes de serviço.
No município há espaço para a prática de voleibol, futebol de salão, basquetebol e handebol nos dois principais ginásios da cidade, o ginásio Sebastião Cruz ("Galegão"), localizado no Parque Vila Germânica, e o ginásio do Complexo Esportivo Bernardo Werner — este também dispõe de estádio de futebol, conhecido como SESI. O primeiro estádio de futebol da cidade era o Aderbal Ramos da Silva, localizado na rua das Palmeiras; foi demolido em 2007.
É sede de diversos clubes tradicionais do futebol catarinense, como o Blumenau Esporte Clube (e seu antecessor Palmeiras) e o bicampeão catarinense Olímpico. Atualmente, é representada pelo Clube Atlético Metropolitano na segunda divisão do campeonato estadual, tendo ascendido após a conquista de seu primeiro título, o Campeonato Catarinense de Futebol de 2018 - Série B. Em 2019, foi novamente rebaixado para a segunda divisão. Noutros esportes, se destacam os times de futebol de salão ADHering e APAMA, que disputam o campeonato estadual, e o Handebol Blumenau, time que disputa a Liga Nacional de Handebol Feminino.[carece de fontes?]
Em 2009 recebeu o Aberto de Tênis de Santa Catarina e o Circuito Centauro de Duplas de Tênis. O remo é praticado no rio Itajaí-Açu pelo Clube Náutico América, e também há o Aeroclube de Blumenau, adjunto ao aeroporto municipal.